# Peter Gerckens
Peter Gerckens (* 12. November 1944 in Husum) ist ein deutscher Politiker der dänischen Minderheit (SSW).
Gerckens besuchte das Staatsseminar Emdrupborg in Kopenhagen und war ab 1974 als Lehrer beim Dansk Skoleforening for Sydslesvig, dem Dänischen Schulverein für Südschleswig beschäftigt.
1986 zog Gerckens in den Kreistag des Kreises Nordfriesland ein, wo er Fraktionsvorsitzender der SSW-Fraktion war. 1988 geschah gleiches im Stadtverordnetenkollegium der Stadt Husum, wo er ebenfalls Fraktionsvorsitzender war. Er war Mitglied des Magistrats, des Aufsichtsrats der Abfallwirtschaftsgesellschaft Nordfriesland und der GEW. Von 1996 bis 2000 (14. Wahlperiode) war Gerckens Mitglied des Landtags von Schleswig-Holstein, durch einen Unfall im ersten Halbjahr 1996 konnte er das Mandat kaum wahrnehmen.